# Андерссон, Юнас (стрелок из лука)
Ю́нас Ле́ннарт А́ндерссон (швед. Jonas Lennart Andersson; 16 мая 1979, Фосие, Швеция) — шведский стрелок из лука. Участник летних Олимпийских игр 2004 года в индивидуальных и командных соревнованиях.

## Спортивная биография
В 2004 году Юнас Андерссон дебютировал на летних Олимпийских играх. В квалификации к индивидуальным соревнованиям шведский лучник набрал 653 очка, что позволило ему квалифицироваться на 26-м месте. В первом раунде соперником Андрессона стал австралийский спортсмен Дэвид Барнс, которого шведский лучник победил со счётом 160:151. Во втором раунде Андерссону противостоял россиянин Бальжинима Цыремпилов. В упорной борьбе швед потерпел поражение 160:162 и занял 25-е место.
В командных соревнованих Андерссон в составе сборной Швеции потерпел поражение уже в первом раунде, уступив сборной США со счётом 242:246.